# Afrodromia angularis
Afrodromia angularis är en tvåvingeart som beskrevs av Smith 1969. Afrodromia angularis ingår i släktet Afrodromia och familjen dansflugor. Inga underarter finns listade i Catalogue of Life.